# Toray Pan Pacific Open 2011
Toray Pan Pacific Open 2011 — это 28-й ежегодный профессиональный теннисный турнир серии Premier 5 среди женщин. Соревнование традиционно проводились на хардовых кортах в Токио, Япония. Из-за дождя часть матчей прошла в закрытом помещении. Соревнования прошли с 26 сентября по 2 октября.
Прошлогодние победители:
- в одиночном разряде —  Каролина Возняцки
- в парном разряде —  Барбора Заглавова-Стрыцова и  Ивета Бенешова

## Соревнования

### Одиночный турнир
Агнешка Радваньская обыграла  Веру Звонарёву со счётом 6-3, 6-2.
- Агнешка Радваньская выигрывает 2й титул в сезоне и 6й за карьеру.
- Вера Звонарёва уступает 2й финал в сезоне и 18й за карьеру.

### Парный турнир
Лизель Хубер /  Лиза Реймонд обыграли  Хиселу Дулко /  Флавию Пеннетту со счётом 7-64, 0-6, [10-6].
- Лизель Хубер выигрывает 4й титул в сезоне и 47й за карьеру.
- Лиза Реймонд выигрывает 3й титул в сезоне и 73й за карьеру.